# ピエロ・マサ
ピエロ・ダニエル・マサ・ゴメス（Piero Daniel Maza Gómez、1984年10月25日 - )はチリのサッカー審判員。プリメーラ・ディビジオン（チリ1部）を担当するほか、2018年からは国際サッカー連盟 (FIFA) に国際審判員として登録されている。

## 審判員としてのキャリア
2014年7月27日に行われたコブレサル対パレスティーノ戦でプリメーラ・ディビジオンの試合を初担当。2018年にはFIFA国際審判員リストに登録された。南米サッカー連盟 (CONMEBOL) 主催のクラブマッチの初担当は4月10日に行われたコパ・スダメリカーナ2018のLDUキト対CDグアビラ戦。翌5月24日にはコパ・リベルタドーレスのエメルク対サンタフェの試合を担当。2021年にはFIFAにVAR担当審判としても登録された。
2018年11月、コパ・リベルタドーレス2018 決勝・ボカ・ジュニアーズ対リーベル・プレートの1stレグでアシスタントVAR (AVAR) を担当。翌月にはコパ・スダメリカーナ2018決勝・アトレチコ・パラナエンセ対アトレティコ・ジュニオールの2ndレグでもAVARを担当。さらにコパ・リベルタドーレス2019 決勝 ・フラメンゴ対リーベル・プレート、レコパ・スダメリカーナ2020 2ndレグ・フラメンゴ対インデペンディエンテ・デル・バジェでもAVARを担当。2021年9月4日のコパ・チリ決勝・コロコロ対エベルトンの試合で初めて主要試合での主審を担当した。
国際試合での主審のキャリアとしては、FIFA国際審判員登録前には2017年にアルゼンチンで行われた南米U-15選手権の審判員に選出されており、2019年には南米ユース選手権の審判団に選ばれ5試合を担当。同年にはブラジルで行われたコパ・アメリカ2019の審判団にも選ばれ、第4審とAVARを担当した。また、ブラジルで行われた2019 FIFA U-17ワールドカップではVARを担当。同年にはコロンビアで行われた2020東京オリンピック南米予選の審判団に選ばれ、3試合を担当した。
チリ国外のリーグでも審判を務めた経歴があり、2021年10月30日にはサウジ・プロフェッショナルリーグのアル・フェイハ対アル・ナスルの試合を担当。2022年5月には、ペルー・リーグ1・ウニベルシダ対スポルト・ボーイズの試合を担当した。
2022年4月4日、チリサッカー審判委員会のハビエル・カストリリは、マサを含む10名の審判を「若手審判により多くの機会を与える」との理由から解任した。しかし審判員組合が圧力をかけて解任を撤回させ、逆にチリサッカー連盟はカストリリを解任した。
2022年5月30日、自身初の（フル代表の）国際試合となる2022フィナリッシマ・イタリア（UEFA EURO 2020勝者）対アルゼンチン（コパ・アメリカ2021勝者）の主審を担当した。